# Santa Rosa (Nuevo México)
Santa Rosa es una ciudad ubicada en el condado de Guadalupe en el estado estadounidense de Nuevo México. En el Censo de 2010 tenía una población de 2848 habitantes y una densidad poblacional de 220,19 personas por km².

## Geografía
Santa Rosa se encuentra ubicada en las coordenadas 34°56′8″N 104°40′34″O / 34.93556, -104.67611. Según la Oficina del Censo de los Estados Unidos, Santa Rosa tiene una superficie total de 12.93 km², de la cual 12.87 km² corresponden a tierra firme y (0.52%) 0.07 km² es agua.

## Demografía
Según el censo de 2010, había 2848 personas residiendo en Santa Rosa. La densidad de población era de 220,19 hab./km². De los 2848 habitantes, Santa Rosa estaba compuesto por el 69.21% blancos, el 2.39% eran afroamericanos, el 2% eran amerindios, el 1.83% eran asiáticos, el 0% eran isleños del Pacífico, el 21.14% eran de otras razas y el 3.44% pertenecían a dos o más razas. Del total de la población el 79.42% eran hispanos o latinos de cualquier raza.